# Chorebus thalictri
Chorebus thalictri är en stekelart som beskrevs av Griffiths 1967. Chorebus thalictri ingår i släktet Chorebus och familjen bracksteklar. Inga underarter finns listade i Catalogue of Life.